# گاهی نه گاهی
گاهی نه گاهی (به هندی: Kabhi Na Kabhi) فیلمی محصول سال ۱۹۹۸ و به کارگردانی پریادارشان است. در این فیلم بازیگرانی همچون آنیل کاپور، جکی شروف، پوجا بات، پارش راوال، تینو آناند، آلوک نات، روهینی هاتانگادی، فریده جلال، دیمپل کاپادیا، آسرانی، موکش ریشی، راج بابار، کوچین هانیفا ایفای نقش کرده‌اند.